# Leslie Frazier
Leslie Antonio Frazier (Columbus, 3 aprile 1959) è un ex giocatore di football americano e allenatore di football americano statunitense che svolge il ruolo di assistente allenatore dei Seattle Seahawks della National Football League (NFL).

## Carriera universitaria
Giocò con gli Alcorn State Braves nella Southwestern Athletic Conference della NCAA.

## Carriera professionistica come giocatore

### Chicago Bears (1981-1985)
Uscì dal college ma non venne scelto al Draft NFL, successivamente venne preso dai Chicago Bears. Con loro raggiunse la finale del Super Bowl XX vincendola. Purtroppo durante questa finale si infortunò gravemente costringendolo a chiudere la sua carriera agonistica.

## Carriera professionistica come allenatore
Nel 1999 iniziò la sua carriera NFL con gli Philadelphia Eagles come allenatore dei defensive back.
Nel 2003 passò ai Cincinnati Bengals ricoprendo il ruolo di coordinatore della difesa.
Nel 2005 firmò con gli Indianapolis Colts ricoprendo il ruolo di allenatore dei defensive back.
Nel 2007 passò ai Minnesota Vikings ricoprendo il ruolo di coordinatore della difesa. Il 22 novembre 2010 a causa dell'esonero del vecchio capo allenatore Brad Childress, assunse il ruolo ad interim. Chiuse la stagione con un record di 3 vittorie e 3 sconfitte.
Il 3 gennaio 2011 divenne il nuovo capo-allenatore dei Vikings. Nel 2012 chiuse con il record di 10 vittorie e 6 sconfitte, venne eliminato al Wild Card Game contro i Green Bay Packers. Il 13 febbraio 2013 i Vikings resero noto sul loro sito di aver esercitato l'opzione per la stagione 2014, tuttavia, dopo una stagione molto tormentata e chiusa all'ultimo posto di division con l'ottavo peggior risultato di lega, Frazier venne sollevato dall'incarico il 30 dicembre 2013, il giorno seguente l'ultima gara di stagione regolare vinta in casa contro i Detroit Lions.

## Record come capo-allenatore
| Squadra | Anno   | Stagione regolare | Stagione regolare | Stagione regolare | Stagione regolare | Stagione regolare                                      | Playoff | Playoff | Playoff                                           |
| Squadra | Anno   | Vinte             | Perse             | Pareggiate        | Posizione         | Risultato                                              | Vinte   | Perse   | Risultato                                         |
| ------- | ------ | ----------------- | ----------------- | ----------------- | ----------------- | ------------------------------------------------------ | ------- | ------- | ------------------------------------------------- |
| MIN     | 2010   | 3                 | 3                 | 0                 | 4º NFC North      | Assunse il ruolo a 6 partite dalla fine della stagione | -       | -       | -                                                 |
| MIN     | 2011   | 3                 | 13                | 0                 | 4º NFC North      | No playoff                                             | -       | -       | -                                                 |
| MIN     | 2012   | 10                | 6                 | 0                 | 2º NFC North      | -                                                      | 0       | 1       | Uscì al Wild Card Game contro i Green Bay Packers |
| MIN     | 2013   | 5                 | 10                | 1                 | 4º NFC North      | No playoff                                             | -       | -       | -                                                 |
| Totale  | Totale | 21                | 32                | 1                 | -                 | -                                                      | 0       | 1       | -                                                 |

## Palmarès
- Super Bowl XX con i Chicago Bears (come giocatore)
- Super Bowl XLI con gli Indianapolis Colts (come allenatore).